# Егидио Мартиновић
Егидио Мартиновић (негде и као Мартинович; Пула, 1907 — Пула, 1993) био је југословенски и хрватски фудбалер и фудбалски тренер.

## Каријера
Каријеру је започео у пулском Гриону, где је играо до 1924. године, а након тога се са породицом преселио у Загреб и почео да игра за ХАШК. У то време, чланови ХАШК-а могли су бити само студенти или старији средњошколци, па је управа клуба Мартиновића уписала формално на Музичку академију, одсек за флауту, како би могао да наступа. Након тога Егидио је постао репрезентативац Југославије и играо на позицији десног крила.
За фудбалску репрезентацију Југославије наступио је једном, 10. априла 1927. године на мечу против репрезентације Мађарске у Будимпешти. Након што се установило да је држављанин Италије, није му било дозвољено да игра за југословенску репрезентацију, али је одиграо 26 утакмица за репрезентацију Загреба. Наступао је и за Жељезничар Загреб и ХШК Конкордија, са којим је освојио Првенство Југославије 1930. и 1932. године. Након тога играо је за Марсониу из Славонског Брода, а фудбалску каријеру завршио у Вараждину.
Мартиновић је сматран за једно од најбољих десних крила репрезентације Југославије.
Након Другог светског рата тренирао је Текстилац (данашњи Вартекс) из Вараждина, а након повратка у Пулу 1948. године тренирао је Пулу, Угљаник, Техномонт, Шијану, Рудар, Ровињ и Пазин. Основао је прву фудбалску школу у Пули и подржао оснивање прве тренерске организације, којој је био на челу. Након тога посветио се раду са млађим узрастима, водио НК Шијан и друге клубове.